# 沙伊斯塔汗

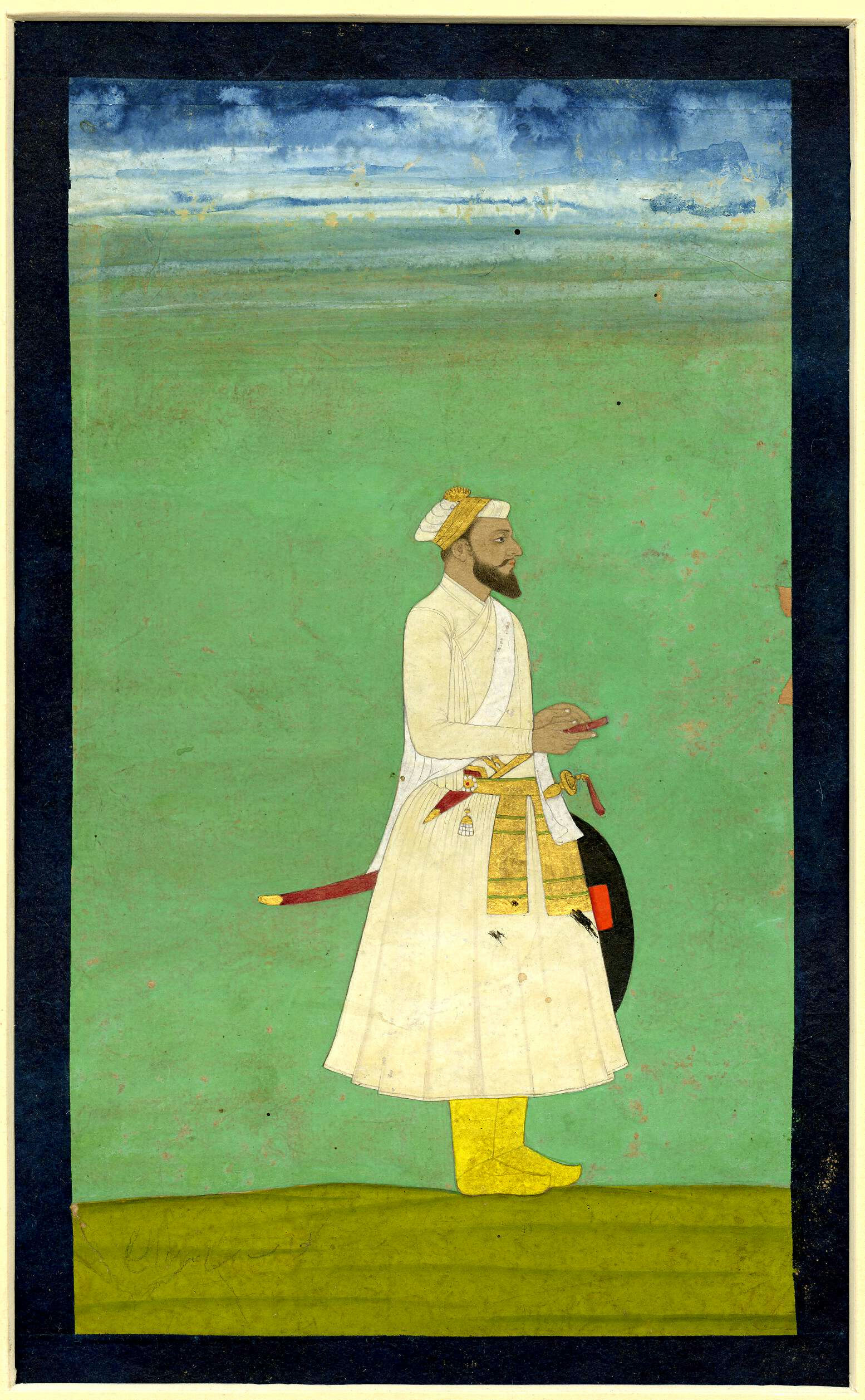
沙伊斯塔汗

米爾扎·阿布·塔利布（1600年—1694年），更為人所知名稱的是沙伊斯塔汗，是蒙兀兒帝國總督和將軍，是皇帝奧朗則布的舅舅。他從1664年到1688年擔任莫臥兒王朝駐孟加拉的統治者，並且是他外甥統治期間的關鍵人物。在沙斯塔汗的權威下，莫臥兒帝國在達卡的力量達到了最高點。其中一項值得注意的成就是莫臥兒征服吉大港。在1660年，他被派去參加反對馬拉塔帝國國王希瓦吉的鬥爭。 然而，他在突然襲擊中被擊敗並失去了他的一個兒子。然後他離開浦那，將營地轉移到奧蘭加巴德。

## 早年生活
沙伊斯塔汗是波斯裔。他的祖父米爾扎·季亞斯·貝格和父親阿塞夫汗分別是莫臥兒皇帝賈漢季和沙賈汗的侍者。賈漢季將米爾扎的稱號授予沙伊斯塔汗，以表彰他的家人在莫臥兒宮廷的服務和地位。他被稱為沙賈汗的妻子的兄弟，雖然目前尚不清楚他是表親還是真實。
沙伊斯塔汗受訓練並服務於莫臥兒軍隊和宮廷，贏得多次晉升並被任命為各省省長 他還發展成為一名成功的軍事指揮官，並在兩人與戈爾康達王國作戰時與奧朗則布王子關係密切。

## 與希瓦吉對峙
在奧朗則布成為皇帝. 以及在希瓦吉手中阿夫扎爾汗的戲劇性死亡之後，奧朗則布派遣沙伊斯塔汗作為德干的總督與一支龐大的軍隊擊敗希瓦吉。1660年1月，沙伊斯塔汗抵達奧蘭加巴德並迅速前進，佔領了希瓦吉王國中心浦那。與馬拉塔人發生激烈戰鬥後，他還佔領了恰坎和卡爾揚以及北康坎堡壘。馬拉塔人被禁止進入浦那市和莫臥兒人與當地人的分離被證明是錯誤的。1663年4月5日晚，一個婚禮派對獲得了特別許可，可以舉行遊行。希瓦吉和他的近400名男子中的許多人偽裝成新郎的遊行隊員進入了浦那。午夜過後，他們 試圖暗殺沙伊斯塔汗。
沙伊斯塔汗顯然沒有意識到並且毫無準備。馬拉塔人闖入宮殿的庭院，屠殺了宮廷衛兵。沙伊斯塔汗與希瓦吉在一場小衝突中失去了三根手指，而他的兒子在與宮殿庭院中的馬拉塔人相遇時被殺。受到浦那突然大膽襲擊的震驚，奧朗則布將沙伊斯塔汗調到孟加拉，甚至拒絕接受他覲見。

## 孟加拉總督
在1663年米爾·久姆拉去世後，沙伊斯塔汗被任命為孟加拉的總督。作總督為，他鼓勵與歐洲，東南亞和印度其他地區的貿易。他通過與歐洲大國簽署貿易協定鞏固了自己的權力。儘管他有強大的地位，但他仍然忠於奧朗則布，經常調解貿易糾紛和對抗。 他在孟加拉禁止英國東印度公司活動，於1686年引發兒童戰爭。

## 建設項目
沙伊斯塔汗鼓勵在達卡建設現代化的鄉鎮和公共工程，從而實現大規模的城市和經濟擴張。他是藝術贊助人，並鼓勵在全省建造宏偉的建築，包括清真寺，陵墓和宮殿，這些也是蒙兀兒建築中最好的，他還為他的女兒比比帕里監督建造陵墓。

## 征服吉大港
當他抵達孟加拉時，沙伊斯坦汗立即全神貫注地鎮壓了山地部落的叛亂。他預見到來自阿拉干王國的強大威脅，該王國已發展其軍事和海軍力量。他立即開始開發莫臥兒海軍，在一年內將其艦隊增加到300艘。 他還做出了艱苦的外交努力，以贏得荷蘭東印度公司和葡萄牙的支持，葡萄牙正在用資源和軍隊支持阿拉干。在荷蘭軍隊的積極支持下，沙伊斯塔汗率領莫臥兒部隊襲擊了位於阿拉干人控制下的松迪布島。當阿拉干人和葡萄牙人之間爆發衝突時，沙伊斯塔汗獲得了相當大的優勢。通過及時提供保護和支持，汗隔離了葡萄牙人對阿拉干人的援助，莫臥兒軍隊於1665年11月成功奪取了該島嶼。
1665年12月，沙伊斯塔汗發動了一場針對吉大港的重大軍事行動，吉大港是阿拉干王國的支柱。帝國艦隊由288艘自己的船隻和約40艘Ferinigis（葡萄牙人）船隻組成。沙伊斯塔汗的海軍上將伊本·侯賽因被要求領導海軍，而他自己負責為這項戰役提供條件。蒙兀兒的海軍在隨後的海戰中佔據主導地位。被征服的加叻丹河西岸的領土被置於帝國直接管理之下。 吉大港的名字改為伊斯蘭堡，它成為莫臥兒王朝在孟加拉的總部。沙伊斯塔汗也重申莫臥兒對科奇比哈尔和迦摩缕波的控制。
在他擊敗阿拉干人後，他下令釋放數千名被阿拉干軍隊俘虜的孟加拉農民。

## 遺產
在他的晚年，沙伊斯塔汗離開達卡並返回德里。他的遺產是將達卡由一個小城鎮擴展為區域貿易，政治和文化中心。沙伊斯塔汗清真寺是沙伊斯坦汗的一座巨大的紀念館，建在他的宮殿中，它融合了孟加拉和莫臥兒建築的獨特元素，是今天受孟加拉國政府保護的主要旅遊景點和珍貴的歷史古蹟。

## 傳奇
沙斯塔汗的統治有時被認為是孟加拉的黃金時代。在孟加拉國，低廉的價格條件被稱為沙伊斯坦汗統治。